# Mordet paa Fyn
Mordet paa Fyn er en dansk stumfilm fra 1907 produceret af Nordisk Films Kompagni. Filmens instruktør er ukendt. 
Filmen er en gengivelse af hændelserne i en drabssag, der havde fundet sted på Fyn få uger før filmens premiere. Beskrivelsen af drabssagen på film vakte voldsom forargelse, og filmen var den direkte årsag til at justitsminister P.A. Alberti to måneder efter filmens premiere udstedte bekendtgørelse af 29/6 1907 som indførte biografcensur i hovedstadsområdet.

## Medvirkende
- Storm P. som morderen